# Archiduc Joseph (rose)
'Archiduc Joseph' est un cultivar de rosier thé obtenu en 1892 par le rosiériste français Nabonnand. C'est un incontournable du climat méditerranéen. Il est issu de semis de 'Madame Lombard' (Lacharme, 1878),.

## Description
Le buisson, à feuillage vert cendré et luisant, s'élève de 120 cm à 150 cm et même à 300 cm s'il est palissé. Son bois est rouge-brun avec des aiguillons forts. Ses fleurs parfumées sont rose foncé en boutons, puis évoluent vers un coloris d'un rose cuivré, nuancé de corail, le bord des pétales étant plus pâle. Ses pétales sont légèrement pointus et chiffonnés. Sa floraison dure de mai à octobre.
Ce rosier a besoin de chaleur et de soleil pour bien se développer. À la taille d'hiver, il faut supprimer les branches trop grêles et rabattre le pied de la moitié de son volume. C'est un arbuste vigoureux, rustique et florifère, surtout vers l'automne.